# Superstrat językowy
Superstrat językowy – wymarły język ludności napływowej na danym obszarze oraz jego ślady we wciąż używanym języku pierwotnej ludności. Wpływem jakiegoś superstratu można wyjaśnić zmiany i elementy niesystemowe w danym języku. Oddziaływanie to przejawia się m.in. w powstaniu nowych głosek, zmianie ich wymowy, a także zapożyczeniach leksykalnych i kalkach językowych. Przykładem superstratu był język Franków (pochodzenia germańskiego), który wywarł wpływ na łacinę ludową w starożytnej Galii. Jako ślady superstratu niemieckiego w gwarach śląskich (słowiańskich) podaje się m.in. czasowniki trefić „spotkać” i presować „prasować”.